# Indiase brilvogel
De Indiase brilvogel of gangesbrilvogel (Zosterops palpebrosus) is een zangvogel uit de familie van de brilvogels.

## Kenmerken
De Indiase brilvogel is zo'n 10-14 centimeter groot. Van boven is de vogel felgroen, de hals is geel, de buik grijswit. Jongere exemplaren zijn groener en minder uitgesproken van kleur. De vogel komt meestal in flinke zwermen voor.

## Verspreiding en leefgebied
De Indiase brilvogel komt wijdverspreid voor van het Indisch subcontinent tot Indochina en telt zeven ondersoorten:
- Z. p. occidentalis: van noordoostelijk Afghanistan tot de westelijke Himalaya, noordelijk en centraal India.
- Z. p. palpebrosa: van de centrale en oostelijk Himalaya tot zuidelijk China en Myanmar.
- Z. p. nilgiriensis: zuidwestelijk India.
- Z. p. salimalii: zuidoostelijk India.
- Z. p. egregius: Sri Lanka.
- Z. p. siamensis: van zuidelijk Myanmar tot Indochina.
- Z. p. nicobaricus: de Andamanen en Nicobaren.

De vogel leeft in zeer uiteenlopende leefgebieden zoals bossen, struiken, mangroven, maar ook in tuinen en plantages en komen tot 2300 meter hoogte voor.

## Status
De grootte van de populatie is niet gekwantificeerd maar door de grote omvang van het verspreidingsgebied wordt aangenomen dat de populatie erg groot is. Op de Rode lijst van de IUCN heeft deze soort de status niet bedreigd.